# Maytenus grisea
Maytenus grisea är en benvedsväxtart som beskrevs av Lundell. Maytenus grisea ingår i släktet Maytenus och familjen Celastraceae. Inga underarter finns listade.